# Fresne-Saint-Mamès
Fresne-Saint-Mamès és un municipi francès situat al departament de l'Alt Saona i a la regió de Borgonya - Franc Comtat. L'any 2007 tenia 475 habitants.

## Demografia

### Població
El 2007 la població de fet de Fresne-Saint-Mamès era de 475 persones. Hi havia 207 famílies, de les quals 70 eren unipersonals (31 homes vivint sols i 39 dones vivint soles), 51 parelles sense fills, 55 parelles amb fills i 31 famílies monoparentals amb fills.
La població ha evolucionat segons el següent gràfic:
Habitants censats

### Habitatges
El 2007 hi havia 243 habitatges, 206 eren l'habitatge principal de la família, 22 eren segones residències i 16 estaven desocupats. 200 eren cases i 42 eren apartaments. Dels 206 habitatges principals, 136 estaven ocupats pels seus propietaris, 58 estaven llogats i ocupats pels llogaters i 13 estaven cedits a títol gratuït; 4 tenien una cambra, 15 en tenien dues, 24 en tenien tres, 60 en tenien quatre i 102 en tenien cinc o més. 153 habitatges disposaven pel capbaix d'una plaça de pàrquing. A 101 habitatges hi havia un automòbil i a 73 n'hi havia dos o més.

### Piràmide de població
La piràmide de població per edats i sexe el 2009 era:
| Homes | Edats   | Dones |
| ----- | ------- | ----- |
| 0     | 95 o +  | 0     |
| 0     | 90 a 94 | 12    |
| 0     | 85 a 89 | 4     |
| 4     | 80 a 84 | 0     |
| 8     | 75 a 79 | 8     |
| 16    | 70 a 74 | 8     |
| 4     | 65 a 69 | 16    |
| 12    | 60 a 64 | 4     |
| 12    | 55 a 59 | 16    |
| 16    | 50 a 54 | 16    |
| 8     | 45 a 49 | 8     |
| 16    | 40 a 44 | 24    |
| 32    | 35 a 39 | 12    |
| 20    | 30 a 34 | 24    |
| 32    | 25 a 29 | 20    |
| 8     | 20 a 24 | 12    |
| 24    | 15 a 19 | 12    |
| 20    | 10 a 14 | 28    |
| 28    | 5 a 9   | 16    |
| 20    | 0 a 4   | 12    |

## Economia
El 2007 la població en edat de treballar era de 298 persones, 228 eren actives i 70 eren inactives. De les 228 persones actives 198 estaven ocupades (115 homes i 83 dones) i 30 estaven aturades (15 homes i 15 dones). De les 70 persones inactives 20 estaven jubilades, 18 estaven estudiant i 32 estaven classificades com a «altres inactius».

### Ingressos
El 2009 a Fresne-Saint-Mamès hi havia 224 unitats fiscals que integraven 516 persones, la mediana anual d'ingressos fiscals per persona era de 15.545,5 €.

### Activitats econòmiques
Dels 36 establiments que hi havia el 2007, 1 era d'una empresa alimentària, 1 d'una empresa de fabricació d'altres productes industrials, 5 d'empreses de construcció, 8 d'empreses de comerç i reparació d'automòbils, 6 d'empreses de transport, 2 d'empreses d'hostatgeria i restauració, 3 d'empreses financeres, 1 d'una empresa immobiliària, 1 d'una empresa de serveis, 5 d'entitats de l'administració pública i 3 d'empreses classificades com a «altres activitats de serveis».
Dels 14 establiments de servei als particulars que hi havia el 2009, 1 era una oficina d'administració d'Hisenda pública, 1 gendarmeria, 1 oficina de correu, 1 una oficina bancària, 4 tallers de reparació d'automòbils i de material agrícola, 1 fusteria, 2 perruqueries, 2 restaurants i 1 agència immobiliària.
Dels 3 establiments comercials que hi havia el 2009, 1 era una gran superfície de material de bricolatge, 1 una botiga de menys de 120 m² i 1 una joieria.

## Equipaments sanitaris i escolars
El 2009 hi havia 1 centre de salut i 1 farmàcia.
El 2009 hi havia una escola elemental.

## Poblacions més properes
El següent diagrama mostra les poblacions més properes.